# فنگ بین
فنگ بین (انگلیسی: Feng Bin؛ زادهٔ ۳ آوریل ۱۹۹۴) ورزشکار دو و میدانی اهل چین است.
وی در مسابقات کشوری و بین‌المللی در مجموع برندهٔ ۲ مدال طلا، ۱ مدال نقره، ۱ مدال برنز شده است.